# 馬克斯·史耐德
馬克斯韋爾·喬治·史耐德（英語：Maxwell George Schneider，1992年6月21日—），藝名馬克斯（英語：MAX），是一名美國創作歌手、演員和模特兒，與Arista和Sony RED簽約。2018年，馬克斯的單曲《Lights Down Low》在美國獲得雙白金唱片、加拿大獲得白金唱片、以及澳大利亞獲得金唱片的認證，使得馬克斯提名2019年iHeartRadio音樂獎最佳新流行藝人。2020年，他的單曲《Love Me Mess》在美國和加拿大獲得金唱片認證。

## 音樂作品
- 《NWL（英语：NWL (album)）》（2015）
- 《Hell's Kitchen Angel（英语：Hell's Kitchen Angel）》（2016）
- 《Colour Vision》（2020）[4]

## 獎項
| 年份 | 頒獎典禮          | 類別           | 提名/作品     | 結果 | 來源  |
| ---- | ----------------- | -------------- | ------------- | ---- | ----- |
| 2015 | 流線型大獎        | 突破藝人       | 他自己        | 提名 | [ 5 ] |
| 2015 | 流線型大獎        | 原創歌曲       | 《Gibberish》 | 提名 | [ 5 ] |
| 2016 | 迪斯尼電台音樂獎  | 最佳對嘴歌曲   | 《Gibberish》 | 提名 | [ 6 ] |
| 2019 | iHeartRadio音樂獎 | 最佳新流行藝人 | 他自己        | 提名 | [ 7 ] |
| 2020 | 亞洲明星盛典      | 最佳流行藝人   | 他自己        | 獲獎 | [ 8 ] |

## 外部連結
- 官方网站
- 馬克斯·史耐德在互联网电影资料库（IMDb）上的資料（英文）